# Neopasiphae simplicior
Neopasiphae simplicior är en biart som beskrevs av Michener 1965. Neopasiphae simplicior ingår i släktet Neopasiphae och familjen korttungebin. Inga underarter finns listade i Catalogue of Life.

## Bildgalleri

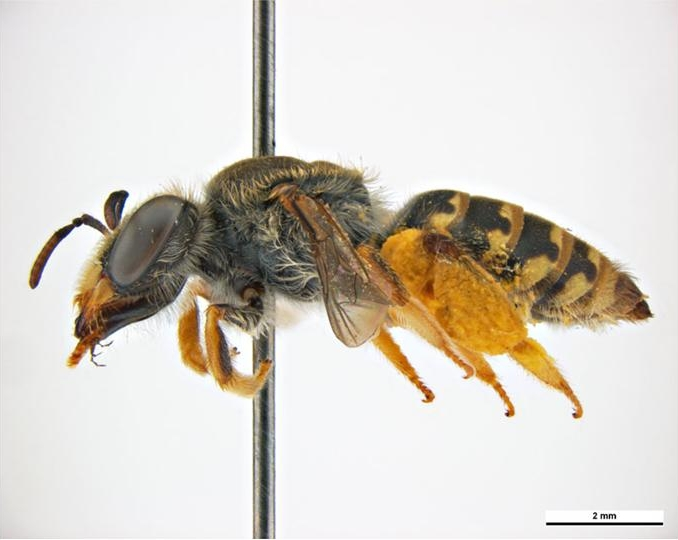